# 格拉季西克
51°22′48″N 25°20′32″E / 51.38000°N 25.34222°E
格拉季西克（烏克蘭語：Градиськ）是烏克蘭西部的村莊，隸屬沃倫州的卡明-卡希爾斯基區。該村面積24.61平方公里，海拔高度170米，2001年人口350，人口密度每平方公里14.22人。